# HTV Assumburg
De Heemskerkse Tennis Vereniging Assumburg (HTVA) is een Nederlandse tennisvereniging uit Heemskerk.
HTVA is opgericht op 22 november 1976 en het tennispark is op 1 april 1977 in gebruik genomen en bestaat uit 8 verlichte gravelbanen. In de winter van 2004/2005 is het hele park gerenoveerd. HTV Assumburg is bij de Koninklijke Nederlandse Lawn Tennis Bond aangesloten en maakt deel uit van regio Noord West wat valt in district Noord-Holland Noord (NHN).
De grond is in erfpacht van de gemeente Heemskerk. Sinds 1999 zijn het clubhuis en de kleedkamers eigendom van de vereniging. Ook de banen, baanverlichting en inventaris zijn eigendom van de vereniging.
In de maanden april en mei wordt er op het park van Assumburg op meerdere dagen verschillende competities gespeeld. Het eerste gemengde team speelt in de landelijke vierde klasse.